# Li Lin-fu
Li Lin-fu (čínsky pchin-jinem Lǐ Línfǔ, znaky 李林甫, † 3. ledna 753) byl státník čínské říše Tchang. Za vlády císaře Süan-cunga, v letech 736–753, stál v čele tchangské vlády jako vedoucí ústředního sekretariátu, jednoho ze tří nejvyšších civilních úřadů tchangské administrativy.

## Život
Li Lin-fu byl člen vedlejší větve císařského rodu, začínal jako důstojník v armádě, později působil v nižších úřadech. Projevil se jako nadaný administrátor a rychle postupoval, v polovině 20. let sloužil jako náměstek vedoucího kontrolního úřadu. Později působil na ministerstvu státní správy, roku 734 byl jmenován císařským rádcem (caj-siang) na úrovni vedoucího tří kanceláří, od roku 736 stál v čele ústředního sekretariátu a tchangské vlády, když vytlačil z těchto funkcí Čang Ťiou-linga (současně s podporou Li Lin-fua Niou Sien-kche nahradil Pchej Jao-čchinga na místě císařského rádce a vedoucího kanceláře Men-sia).
Současně Li Lin-fu vedl i ministerstvo daní (735–736) a ve 40. letech i ministerstvo státní správy. Roku 736 provedl reformu výběru daní, která vedla ke zjednodušení administrativy a přizpůsobení výše daní místním podmínkám. Od roku 738 také držel post vojenského guvernéra ťie-tu-š’ severozápadu říše, a sice oblastí Lung-jou (do 742) a Che-si (do 740). Jelikož císař Süan-cung se ve 40. letech stáhl z bezprostřední účasti na politice, Li Lin-fu převzal řízení říše a měl větší moc než jeho předchůdci.
Roku 742 zemřel Niou Sien-kche; poté se Li Lin-fu zbavil potenciálních konkurentů, nicméně začátkem 50. let již jeho moc ohrožoval Jang Kuo-čung, původně jeden z pomocníků při čistkách. Jak Jang postupoval ve funkcích, na ministerstvu daní a dalších úřadech spravujících státní finance, rostl jeho vliv, i díky důvěře císaře a podpoře císařovy oblíbenkyně Jang Kuej-fej (Jang Kuo-čungovy vzdálené příbuzné). Roku 752 se Li Lin-fuovi podařilo přesvědčit císaře, aby Jang Kuo-čungovi nařídil odjet do S’-čchuanu, kde probíhaly pohraniční boje s Nan-čaoem, a stabilizovat situaci. Záhy však Li Lin-fu onemocněl a Jang dostal příkaz k návratu. Začátkem roku 753 Li Lin-fu zemřel a vzápětí Jang Kuo-čung zaujal jeho místo v čele sekretariátu a vlády.